# Кібець Юрій Іванович
Юрій Іванович Кібець (6 серпня 1946, Котівка — 23 січня 2019, Дніпро) — український поет-шістдесятник.

## Біографія
Юрій Іванович Кібець народився 6 серпня 1946 року у селі Котівка на Дніпропетровщині.
У 1970 році Закінчив історико-філологічний факультет Дніпропетровського державного університету. Працював журналістом, редактором республіканського видавництва «Промінь» («Січ»). Ю. Кібець — заступник директора з літератури і драматургії Музично-драматичного театру імені Тараса Шевченка (1987—1994). Очолював Дніпропетровське обласне літературне об'єднання імені П. Т. Кононенка. Співпрацював з театром поезії «Весна».

## Творчість
Літературне визнання принесла перша збірка лірики: «П'ята пора», що вийшла в Києві (1970р.). Твори друкувались також у республіканських журналах, альманахах, антологіях,, колективних збірниках.,  За книгу «Волошки Волошина» він удостоєний мистецької премії імені Народного артиста УРСР Антона Хорошуна. Ю. Кібець також удостоєний літературної премії імені правозахисника Івана Сокульського. Він відомий і як перекладач. Переклав понад 20 творів світової та російської драматургії українською мовою. Написав пісні до численних вистав українського театру.
З 1977 року Юрій Кібець прийнятий до Національної спілки письменників України. Був заступником голови правління Дніпропетровської обласної організації Національної спілки письменників України.
Ю. Кібець — Заслужений діяч мистецтв України, член Національної спілки театральних діячів України. Почесний голова Центру слов'янської моди. Член Міжнародного товариства прав людини.
Пішов поет з життя після тривалої хвороби 23 січня 2019 року. Кремований. Прах розвіяно 25 січня 2019 року над рікою Дніпро на Монастирському острові у місті Дніпро.